# 오주지번뇌
5주지번뇌(五住地煩惱, 영어: five entrenchments of affliction,
five entrenchments of mental disturbances)는 다음의 분류, 그룹 또는 체계의 한 요소이다.
- 대승불교에서 널리 사용하고 있는 여러 번뇌 분류법 가운데 하나로, 《승만경》에서 설해지고 있는 분류법이다.[4][5][6]

5주지번뇌는 근본번뇌를 다섯 가지 유형 또는 그룹으로 분류한 것을 말한다. 5주지혹(五住地惑) 또는 줄여서 5주지(五住地)라고도 한다. 5주지 각각에 속한 번뇌가 무엇인지에 대해서는 여러 가지 견해가 있는데 "대체적으로" 다음과 같다.
1. 견일처주지(見一處住地): 욕계 · 색계 · 무색계의 3계의 근본번뇌 가운데, 견혹(見惑)의 성질의 무명을 포함한 모든 견혹(見惑), 즉, 견도에서 끊어지는 모든 번뇌
2. 욕애주지(欲愛住地): 욕계 · 색계 · 무색계의 3계의 근본번뇌 가운데, 수혹(修惑)의 성질의 무명을 제외한, 욕계의 수혹(修惑)
욕애주지는 욕계주지(欲界住地)라고도 한다.[11][12]
3. 색애주지(色愛住地): 욕계 · 색계 · 무색계의 3계의 근본번뇌 가운데, 수혹(修惑)의 성질의 무명을 제외한, 색계의 수혹(修惑)
색애주지는 색계주지(色界住地)라고도 한다.[11][12]
4. 유애주지(有愛住地): 욕계 · 색계 · 무색계의 3계의 근본번뇌 가운데, 수혹(修惑)의 성질의 무명을 제외한, 무색계의 수혹(修惑)
유애주지는 무색계주지(無色界住地)라고도 하며,[11][12][13] 또한 무색애주지(無色愛住地)라고도 한다.[14]
5. 무명주지(無明住地): 욕계 · 색계 · 무색계의 3계의 근본번뇌 가운데, 수혹(修惑)의 성질의 모든 무명

위의 5주지 가운데 처음의 4가지 주지를 마지막의 무명주지와 구분하여 흔히 4주지(四住地)라고 하며 4주(四住) 또는 4주번뇌(四住煩惱)라고도 한다. 그리고 무명주지(無明住地)를 보다 일반적인 불교 용어로는 근본무명(根本無明) 또는 무시무명(無始無明)이라 하고, 원품무명(元品無明) 또는 항행불공무명(恆行不共無明)이라고도 한다. 그리고  유식유가행파에서는 무명주지를 종자 또는 습기[習]의 뜻을 특별히 강조하는 명칭인 무명습지(無明習地)라고도 부른다.
5주지번뇌는 《승만경(勝鬘經)》에서 설해진 것으로 《보살영락본업경(菩薩瓔珞本業經)》 하권에서도 설하고 있으며,
아래 목록에 나열된 대승불교의 논서들을 비롯한 여러 논서들에서 해설 또는 해석하고 있는 번뇌 분류법으로, 대승불교 일반의 번뇌론인 번뇌장(煩惱障) · 소지장(所知障)의 2장(二障)의 교의와 천태종의 번뇌론인 3혹(三惑)의 교의 등과 매우 긴밀히 관련되어 있는 중요한 주제이다.
- 혜원(慧遠: 523-592)의 《대승의장》 제5권[24]
- 호법(護法: 530~561) 등의 《성유식론(成唯識論)》 제8권과 제9권[25][26]
- 지의(智顗: 538~597)의 《법화현의(法華玄義)》 제5권
- 길장(吉藏: 549~623)의 《승만보굴(勝鬘寶窟)》 중권[27]
- 원효(元曉: 617~686)의 《이장의(二障義)》[28][29]
- 규기(窺基: 632~682)의 《성유식론술기(成唯識論述記)》 제9권,[30] 《대승법원의림장(大乘法苑義林章)》 제2권[31]
- 제관(諦觀: ?~970?)의 《천태사교의(天台四教儀)》[32][33]

## 용어
주지(住地)라는 낱말은 근본번뇌를 뜻하는데, 혜원(慧遠: 335-417)의 《대승의장》 제5권에 따르면, 주(住)는 '근본번뇌[本]가 수번뇌[末]의 소의 즉 발동근거가 된다[本為末依 名之為住]'는 것을 뜻하고, 지(地)는 마치 대지가 능히 싹이 트게 하는 것처럼 '근본번뇌[本]가 수번뇌[末]를 능히 생겨나게 한다[本能生末 稱之為地]'는 것을 뜻한다.
길장(吉藏: 549~623)의 《승만보굴》 중권에서도 혜원(慧遠: 523~592)과 동일한 해설을 제공하고 있으며 또한 이와는 약간 다른 해설도 제공하고 있는데 이에 따르면, 지(地)는 '능히 생겨나게 하는 것[能生名地]'을 뜻하고 주(住)는 '생겨난 수번뇌가 증장되어 자리를 잡게 하는 것[令所生成立名住]'을 뜻한다.

## 출전
5주지번뇌(五住地煩惱) 또는 5주지(五住地)의 출전으로는 《승만경》 〈5. 일승(一乘)〉 품과 《보살영락본업경(菩薩瓔珞本業經)》 하권의 〈7. 대중수학품(大衆受學品)〉이 있는데, 후대의 논서들과 현대의 불교사전들에서는 《승만경》을 기본 출전으로 삼고 있으며,  《보살영락본업경(菩薩瓔珞本業經)》을 보조적인 출전으로 삼고 있다. 특히, 규기는 《성유식론술기(成唯識論述記)》 제9권에서 이러한 점을 명시적으로 말하고 있다.

### 승만경
《승만경》 〈5. 일승(一乘)〉 품은 5주지번뇌(五住地煩惱) 또는 5주지(五住地)의 기본 출전이다.
《승만경》에서는 특히 제5주지인 무명주지(無明住地)에 대해 강조하고 있는데, 무명주지는 성문 · 연각의 2승(二乘)은 끊지 못하며 오직 부처의 지혜인 보리(菩提)로써만 끊을 수 있다고 말하고 있다.
《승만경》에서는 5가지 주지(住地)들  각각에 대한 해설을 제공하고 있지는 않은데, 이들에 대한 해설은  지의(智顗: 538~597)의 5주지번뇌에 대한 해석, 길장(吉藏: 549~623)의 《승만보굴(勝鬘寶窟)》과 같은 《승만경》의 주석서들에서의 해석, 《성유식론》《대승법원의림장》과 같은 유식유가행파의 논서에서의 5주지번뇌에 대한 해석 등을 비롯한 후대의 논서들을 통해 주로 제공되고 있다.
 煩惱有二種。何等為二。謂住地煩惱。及起煩惱。住地有四種。何等為四。謂見一處住地。欲愛住地。色愛住地。有愛住地。此四種住地。生一切起煩惱。起者剎那心剎那相應。世尊。心不相應無始無明住地。

世尊。此四住地力。一切上煩惱依種。比無明住地。算數譬喻所不能及。

世尊。如是無明住地力。於有愛數四住地。無明住地其力最大。譬如惡魔波旬於他化自在天色力壽命眷屬眾具自在殊勝。如是無明住地力。於有愛數四住地。其力最勝。恒沙等數上煩惱依。亦令四種煩惱久住。阿羅漢辟支佛智所不能斷。唯如來菩提智之所能斷。如是世尊。無明住地最為大力。
 
번뇌에 두 가지가 있으니, 어떤 것이 두 가지인가. 주지번뇌(住地煩惱)와 기번뇌(起煩惱)입니다. 주지번뇌에 또 네 가지가 있으니, 어떤 것이 네 가지인가. 견일처주지(見一處住地) · 욕애주지(欲愛住地) · 색애주지(色愛住地) · 유애주지(有愛住地)며, 이 네 가지 주지번뇌가 온갖 기번뇌를 일으킵니다. 기번뇌란 것은 찰나의 마음과 찰나에 서로 통하는 것이지마는, 세존이시여, 심불상응(心不相應)하는 것은 시작이 없는 무명주지(無明住持)라 하나이다.

세존이시여, 이 네 가지 주지(住地)의 힘이 온갖 상번뇌(上煩惱)의 의지[依]할 데며 종자[種]이지만, 무명주지에 비하면 산수(算數: 개수)나 비유(譬喻)로 미칠 수 없나이다.

세존이시여, 이와 같아서 무명주지의 힘은 저 네 가지 주지의 힘보다 매우 큽니다. 마치 악마 파순(波旬)이 저 타화자재천(他化自在天)에서는 그 몸[色]과 힘과 목숨과 권속과 여러 가지 방편[具]이 가장 자재하고 뛰어나듯이 이 무명주지의 힘은 저 네 가지 주지의 힘보다 매우 크며, 갠지스강의 모래의 개수만큼 많은 상번뇌(上煩惱)의 의지[依]할 데가 되며, 또 네 가지 번뇌[四種煩惱]로 하여금 오래오래 머물게[久住] 하므로, 아라한이나 벽지불의 지혜[智]로는 끊을 수 없고, 다만 여래의 보리의 지혜[菩提智]라야 끊을 수 있습니다. 이와 같이 세존이시여, 무명주지의 힘이 가장 큽니다.
 — 《승만경》 〈5. 일승(一乘)〉. 한문본 & 한글본
한편, 위의 인용문에 따르면, 주지(住地)에서 주(住)는 구주(久住) 즉 '오래오래 머물게 한다'는 뜻이며 지(地)는 의지처 즉 발동근거를 뜻한다.
그리고 위의 인용문에서 나오는 기번뇌(起煩惱, 산스크리트어: kleśa-samudaya, kleśōtpatti, paryutthāna)는 규기의 《대승법원의림장》 제2권에 따르면 현행하고 있는 번뇌를 말한다. 즉, 종자 상태의 주지번뇌 즉 근본번뇌가 인연이 갖추어져서 현재 찰나에 현행하고 있는 상태와 또한 인연이 갖추어져서 근본번뇌를 따라 일어나 현행하고 있는 수번뇌를 통칭한다.
심불상응(心不相應)의 문자 그대로의 뜻은 '마음과 상응하지 않는 어떤 법'이란 뜻으로, 마음이 상응해야만 비로소 현행하는 일반적인 마음작용이 아니라, 이미 존재하여, 완전한 깨달음을 증득하기 전까지는, 항상 마음과 상응하고 있는 어떤 특수한 마음작용을 말한다. 즉, 완전한 깨달음을 증득하기 전에는, 즉 부처의 지위에 오르기 전에는 언제나 마음과 이미 상응하고 있는 어리석음 즉 무명(無明: 밝지 않음)을 말하며, 이것을 가리켜 전통적인 용어로 근본무명(根本無明) · 무시무명(無始無明) · 원품무명(元品無明) 또는 항행불공무명(恆行不共無明)아라 한다. 유식유가행파의 교학에서의 말나식의 4번뇌 가운데 제일 처음의 것인 아치(我癡)에 해당한다.
상번뇌(上煩惱)는 근본무명(根本無明)을 발동근거로 하여 생겨난 수번뇌(隨煩惱) 즉 근본무명(根本無明)을 발동근거로 하여 생겨난 지말번뇌(枝末煩惱)를 뜻하기도 하고, 수행자의 현재 상태에서 근본번뇌 즉 10근본번뇌(十根本煩惱) 즉 10수면(十隨眠) 즉 10대혹(十大惑) 중에서 세력이 강한 것을 뜻하기도 하고, 현행하고 있는 번뇌 즉 기번뇌(起煩惱)를 뜻하기도 한다. 위의 인용문에서의 상번뇌가 정확히 무엇을 가리키는 지는 확실치 않다. 세 가지 모두를 뜻할 수도 있고 이들 가운데 특정한 한 가지일 수도 있다. 길장의 《승만보굴》 중권에 따르면, 10근본번뇌와 상번뇌는 서로에게 의지처 즉 발동근거가 되는데, 이러한 일은 근본번뇌 사이에서도 일어나는 일이고 또한 근본번뇌와 수번뇌 사이에서도 일어나는 일이다.
또한, 네 가지 번뇌[四種煩惱]가 무명주지를 제외한 나머지 4주지(四住地)를 가리키는 것인지, 아니면 유식유가행파의 교학에서의 말나식의 4번뇌(四煩惱)를 가리키는 것인지도 명확치 않다.
이와 같이 여러 가지 해석의 여지가 있으며, 그렇기 때문에 주석서와 논서들에서 입장의 차이가 있다.

### 보살영락본업경
《보살영락본업경》의 하권 〈7. 대중수학품(大衆受學品)〉에서 5주지번뇌 즉 5주지에 대해 설하고 있다. 《보살영락본업경》에서도 《승만경》에서와 마찬가지로 무명주지(無明住地)에 대해 초점을 맞추어 설하고 있다. 이 설법에 따르면, 무구지(無垢地) 보살 즉 등각(等覺) 보살은 무명주지(無明住地)의 시작[始]은 알지 못하지만 무명주지의 끝[終]은 알기에 부처의 지혜인 묘각의 바다의 지위[妙覺海地]로 들어갈 수 있으며, 부처는 이미 묘각(妙覺)을 지닌 상태이기 때문에 무명주지의 시작과 끝 모두를 능히 안다. 아래의 한글 번역은 편집자가 의역하였다. 한글본 링크를 따라가면 동국역경원에서 제공하는 한글 번역을 볼 수 있다.
 從十信乃至十向。自然流入平等道。無得一相真實觀。一照相入初地道。

佛子。復從是地正觀一照智中。入百萬阿僧祇功德門。於一相觀中一時行。乃至第十地。心心寂滅自然流入無垢地。

佛子。復從是地以一照智。了一切業因業果法界無不一觀。以智知一切眾生識始起一相住於緣。順第一義諦起名善背第一義諦起名惑。以此二為住地故。名生得善生得惑。因此二善惑為本。起後一切善惑。從一切法緣生善惑名。作以得善作以得惑。而心非善惑。從二得名故善惑二心。起欲界惑名欲界住地。起色界惑名色界住地。起心惑故名無色界住地。以此四住地。起一切煩惱故。為始起四住地。其四住地前更無法起故。故名無始無明住地。金剛智知此始起一相有終。而不知其始前有法無法云何。而得知生得一住地作得三住地。唯佛知始知終。是無垢菩薩一切智齊知自地。常住第一義諦中。自然流入妙覺海地。

佛子。住是妙覺地中。唯現化可名。有無量義有無量名其出一體所謂妙果常住清淨至若虛空。不可思議不可說不可名數。不可名入界分可得。
 
10신(十信)에서 10향(十向)까지의 계위는 자연히 '평등의 상태[平等]'로 들어가게 하는 길이지만, 1상진리관[一相真實觀]을 득하지는 못한다. 1조상(一照相)이 초지(初地)에 들어가는 길[入初地道]이다.

불자여, 다시 이 초지(初地)부터는 정관(正觀)인 1조지(一照智) 중에서 백만 아승기의 공덕문[百萬阿僧祇功德門]에 들어가게 된다. 초지(初地)부터 제10지까지의 각각의 지(地)에서 이와 같은 1상관(一相觀)을 행하는 가운데 마음[心]이 각각의 지(地)에서 적멸해져서 자연히 (10지를 지나) 무구지(無垢地)로 즉 등각(等覺)의 지위로 들어가게 된다.

불자여, 다시 이 무구지(無垢地) 즉 등각위(等覺位)에서 1조지(一照智)로써 일체의 업인(業因)과 업과(業果)와 법계(法界)를 '깨달아 알게 되면[了]' 단 한 가지 법조차도 빠뜨림없이 모두 완전히 보게 되는데, 이 부처의 지혜로써 일체 중생의 식(識)이 '맨 처음에 일으킨[始起] 1상[一相: 한 가지 상]'이 현상[緣] 즉 어떤 대상[緣]에 머무는 것도 알게 된다.
이 1상(一相)이 제일의제(第一義諦)에 계합[順]하여 일어난 상(相)인 경우 이 1상(一相)을 선(善)이라 이름하고 이 1상(一相)이 제일의제에 위배[背]되어 일어난 상(相)인 경우 이 1상(一相)을 혹(惑) 즉 번뇌(煩惱)라고 이름한다.
이 최초의 두 가지는 주지(住地) 즉 다른 선(善) 혹은 번뇌(煩惱)의 지(地: 생기게 하는 땅)와 주(住: 증장되게 하는 근거)가 되기 때문에, 각각 생득선(生得善)과 생득혹(生得惑)이라 이름한다.
이 두 가지 선(善)과 번뇌[惑], 즉 생득선과 생득혹이 근본[本] 즉 발동근거가 되어서 일체의 선(善)과 번뇌[惑]가 일어나게 된다. 일체의 법연(法緣)을 따라 생겨나는 선과 번뇌를 이름하여 전자를 작득선[作以得善]이라고 하고 후자를 작득혹[作以得惑]이라 한다.
한편, 마음[心]은 본래 선(善)도 아니고 번뇌[惑]도 아니다. 그렇지만 이 두 가지, 즉 작득선(作得善)과 작득혹(作得惑)에 따라 마음을 선심(善心) 즉 선한 마음이라 부르거나 혹은 혹심(惑心) 즉 미혹된 마음 즉 번뇌에 오염된 마음이라 부른다.
욕계의 번뇌[欲界惑]를 일으키는 작득혹(作得惑)을 욕계주지(欲界住地)라고 이름하고, 색계의 번뇌[色界惑]를 일으키는 작득혹(作得惑)을 색계주지(色界住地)라고 이름하며, 무색계의 번뇌[心惑]를 일으키는 작득혹(作得惑)을 무색계주지(無色界住地)라고 이름한다.
이 4주지(四住地) 즉 이 4가지 유형의 근본번뇌가 다른 모든 번뇌를 일으키므로 이 4주지(四住地)를 '시기4주지(始起四住地)', 즉 처음[始]으로 일어난 4가지 주지(住地), 즉 맨 처음[始] 일어난 4가지 유형의 근본번뇌라 한다.
이 4주지 즉 맨 처음 일어난 작득혹(作得惑)으로서의 4주지 이전에 일어난 작득혹(作得惑)이 더는[更] 없기 때문에 무시(無始)의 무명주지(無明住地), 즉 '시작이 없는' 무명주지, 즉 '이보다 먼저 일어난 작득혹(作得惑)은 더는 없는' 무명주지라고 이름한다.
무구지(無垢地) 즉 등각위(等覺位)의 보살은 금강지(金剛智)로써 이 처음[始]으로 일어나는 1상(一相)에 끝[終]이 있다는 것을 안다. (따라서, 그 1상(一相)을 끊고 완전한 깨달음에 들어갈 수 있다.) 그러나 이 처음[始] 이전에 다른 법(法)이 있는지 없는지 만약 있다면 그것이 어떠한지는 알지 못한다.
말하자면, 생득혹(生得惑)인 1가지 주지[一住地] 즉 무명주지와 작득혹(作得惑)인 3가지 주지[三住地] 즉 욕계주지 · 색계주지 · 무색계주지를 알 수 있는 이는 오직 부처의 지위에 도달한 이뿐이다. 즉, 오직 부처만이 그 시작[始]도 알고 끝[終]도 안다.
그런데, 이 무구지(無垢地) 즉 등각위(等覺位)의 보살은
일체지(一切智)로써 자지(自地) 즉 자신의 지위인 무구지(無垢地)를 일제히 다 아는 상태[齊知]가 되어감에 따라 제일의제(第一義諦) 가운데 항상 머물게 되는데, 이렇게 되면 묘각해지(妙覺海地), 즉, 묘한 깨달음의 바다의 지위, 즉 부처의 지혜의 바다의 지위, 즉 완전한 깨달음의 바다의 지위, 즉 묘각지(妙覺地)로 자연히 들어가게 된다.

불자여, 이 묘각지(妙覺地)에 머물러 있을 때, 오직 현화(現化, 산스크리트어: nirmita) 즉 이미 형성되어 있는 것만이 가히 이름을 붙일 수 있다. 그리고 이렇게 이름붙일 수 있는 것만 해도 그 뜻이 무한하고 그 이름이 무한하다.
이 무한한 뜻과 무한한 이름 가운데 한 가지[一體]로서 이른바 묘과(妙果)를 들 수 있다.
묘과 즉 완전한 깨달음에 도달한 이 즉 부처가 가지는 무한한 과보들 가운데 하나로서의 묘과는 청정(清淨)에 머무는 것이 마치 (모든 것을 수용하지만 그 모든 것에 의해 제약받지 않는 절대 공간처럼, 모든 선과 번뇌를 초월한) 허공(虛空)에 머무는 것과 같다.
이와 같이 묘각지(妙覺地)의 무한한 공덕과 과보는 생각이 불가능하며[不可思議], 말로 표현하는 것이 불가능하며[不可說], 그 수를 헤아리는 것이 불가능하며[不可名數], 이름을 붙이는 것이 불가능하다[不可名]. 그렇지만 입계분(入界分), 즉 '무구지(無垢地) 즉 등각위(等覺位)에서 등각보살이 마지막 남은 무시(無始)의 무명주지(無明住地) 즉 생득혹(生得惑)을 끊고  완전한 깨달음으로 들어가는 것'을 비롯한 보살 수행계위는 현화(現化)이기 때문에 가히 생각할 수 있고[可思議], 말로 표현할 수 있고[可說], 그 수를 헤아릴 수 있고[可名數], 이름을 붙일 수 있다[可名]. (이러한 이유로 본 경전 즉 《보살영락본업경》에서는 보살의 수행계위로 52위와 6종성(六種性)을 설하며, 이것은 온당한 일이다.)
 — 《보살영락본업경》 하권 〈7. 대중수학품(大衆受學品)〉. 한문본 & 한글본

## 5주지

### 견일처주지
견일처주지(見一處住地, 영어: view of unity, 영어: entrenchment of mistaken views in regard to all things in the three realms)는 "대체로 말해", 욕계 · 색계 · 무색계의 3계의 모든 견혹(見惑)을 말한다.
'3계의 모든 견혹'은 줄여서 보통 3계의 견혹이라고 하며, 견도에서 끊어지는 번뇌라는 뜻인 견소단(見所斷)이라는 낱말을 써서 3계 견소단(三界見所斷) · 3계의 견소단의 혹[三界見所斷惑] 또는 3계 견소단 번뇌(三界見所斷煩惱)라고도 한다.
부파불교의 설일체유부의 번뇌론에 따르면, 아래의 표1에서 나타난 바와 같이 견혹과 수혹 즉, 부파불교에서 주로 사용하는 용어를 사용하자면, 견소단과 수소단을 합한 총 98근본번뇌 가운데 이지적인 번뇌인 88근본번뇌가 견혹에 속한다.
대승불교의 유식유가행파의 번뇌론에 따르면, 아래의 표2에서 나타난 바와 같이 견혹과 수혹 즉, 유식유가행파에서 주로 사용하는 용어를 사용하자면, 분별기와 구생기를 합한 총 128근본번뇌 가운데 이지적인 번뇌인 112근본번뇌가 견혹에 속한다. 그리고 견혹은 모든 분별기 번뇌장[分別煩惱障]과 분별기 소지장[分別所知障]이다. 즉, 번뇌장 · 소지장의 2장(二障)은 각각이 다시 분별기와 구생기로 나뉘는데, 번뇌장과 소지장의 분별기 모두가 견혹이다.
그런데, 규기의 《대승법원의림장》 제2권에 따르면, 5주지의 번뇌 분류법에서의 제1주지인 견일처주지는 오직 분별기 번뇌장[分別煩惱障]만이 해당되며, 분별기 소지장[分別所知障]은 제5주지인 무명주지에 속한다.
표1 설일체유부의 98근본번뇌와 견혹 88가지
|                                      | 3계 5부  | 욕계                                                                   | 색계                                                             | 무색계                                                           |        |
| ------------------------------------ | -------- | ---------------------------------------------------------------------- | ---------------------------------------------------------------- | ---------------------------------------------------------------- | ------ |
| 견소단·견혹· 분별기·미리혹 (88)      | 견고소단 | 탐 · 진 · 만 · 무명 · 유신견 · 변집견 · 사견 · 견취 · 계금취 · 의 (10) | 탐 · 만 · 무명 · 유신견 · 변집견 · 사견 · 견취 · 계금취 · 의 (9) | 탐 · 만 · 무명 · 유신견 · 변집견 · 사견 · 견취 · 계금취 · 의 (9) | 28가지 |
| 견소단·견혹· 분별기·미리혹 (88)      | 견집소단 | 탐 · 진 · 만 · 무명 · 사견 · 견취 · 의 (7)                             | 탐 · 만 · 무명 · 사견 · 견취 · 의 (6)                            | 탐 · 만 · 무명 · 사견 · 견취 · 의 (6)                            | 19가지 |
| 견소단·견혹· 분별기·미리혹 (88)      | 견멸소단 | 탐 · 진 · 만 · 무명 · 사견 · 견취 · 의 (7)                             | 탐 · 만 · 무명 · 사견 · 견취 · 의 (6)                            | 탐 · 만 · 무명 · 사견 · 견취 · 의 (6)                            | 19가지 |
| 견소단·견혹· 분별기·미리혹 (88)      | 견도소단 | 탐 · 진 · 만 · 무명 · 사견 · 견취 · 계금취 · 의 (8)                    | 탐 · 만 · 무명 · 사견 · 견취 · 계금취 · 의 (7)                   | 탐 · 만 · 무명 · 사견 · 견취 · 계금취 · 의 (7)                   | 22가지 |
| 수소단·수혹·사혹· 구생기·미사혹 (10) | 수도소단 | 탐 · 진 · 만 · 무명 (4)                                                | 탐 · 만 · 무명 (3)                                               | 탐 · 만 · 무명 (3)                                               | 10가지 |
|                                      |          | 36가지                                                                 | 31가지                                                           | 31가지                                                           | 98가지 |

표2 유식유가행파의 128근본번뇌와 견혹 112가지
|                                      | 3계 5부  | 욕계                                                                   | 색계                                                             | 무색계                                                           |         |
| ------------------------------------ | -------- | ---------------------------------------------------------------------- | ---------------------------------------------------------------- | ---------------------------------------------------------------- | ------- |
| 견소단·견혹· 분별기·미리혹 (112)     | 견고소단 | 탐 · 진 · 만 · 무명 · 유신견 · 변집견 · 사견 · 견취 · 계금취 · 의 (10) | 탐 · 만 · 무명 · 유신견 · 변집견 · 사견 · 견취 · 계금취 · 의 (9) | 탐 · 만 · 무명 · 유신견 · 변집견 · 사견 · 견취 · 계금취 · 의 (9) | 28가지  |
| 견소단·견혹· 분별기·미리혹 (112)     | 견집소단 | 탐 · 진 · 만 · 무명 · 유신견 · 변집견 · 사견 · 견취 · 계금취 · 의 (10) | 탐 · 만 · 무명 · 유신견 · 변집견 · 사견 · 견취 · 계금취 · 의 (9) | 탐 · 만 · 무명 · 유신견 · 변집견 · 사견 · 견취 · 계금취 · 의 (9) | 28가지  |
| 견소단·견혹· 분별기·미리혹 (112)     | 견멸소단 | 탐 · 진 · 만 · 무명 · 유신견 · 변집견 · 사견 · 견취 · 계금취 · 의 (10) | 탐 · 만 · 무명 · 유신견 · 변집견 · 사견 · 견취 · 계금취 · 의 (9) | 탐 · 만 · 무명 · 유신견 · 변집견 · 사견 · 견취 · 계금취 · 의 (9) | 28가지  |
| 견소단·견혹· 분별기·미리혹 (112)     | 견도소단 | 탐 · 진 · 만 · 무명 · 유신견 · 변집견 · 사견 · 견취 · 계금취 · 의 (10) | 탐 · 만 · 무명 · 유신견 · 변집견 · 사견 · 견취 · 계금취 · 의 (9) | 탐 · 만 · 무명 · 유신견 · 변집견 · 사견 · 견취 · 계금취 · 의 (9) | 28가지  |
| 수소단·수혹·사혹· 구생기·미사혹 (16) | 수도소단 | 탐 · 진 · 만 · 무명 · 유신견 · 변집견 (6)                              | 탐 · 만 · 무명 · 유신견 · 변집견 (5)                             | 탐 · 만 · 무명 · 유신견 · 변집견 (5)                             | 16가지  |
|                                      |          | 46가지                                                                 | 41가지                                                           | 41가지                                                           | 128가지 |

이상을 다시 정리하자면, 부파불교의 번뇌론과 유식유가행파를 제외한 대승불교 일반의 번뇌론에 따르면, 모든 견혹이 견일처주지에 속한다. 보다 자세히 말하자면, 무명 가운데 견혹에 해당하는 부분은 제1주지인 견일처주지에 속하며, 무명 가운데 수혹에 해당하는 부분은 제5주지인 무명주지에 속한다. 그리고 나머지 번뇌들 가운데 견혹으로 분류되는 것이 모두 제1주지인 견일처주지에 속한다.
이와는 달리, 유식유가행파의 번뇌론에 따르면, 엄밀히 말해, 법상종의 견해에 따르면, 더 엄밀히 말해, 법상종의 개조인 규기의 견해에 따르면, 분별기이건 구생기이건 모든 소지장은 제5주지인 무명주지에 속하며, 무명의 분별기 번뇌장 부분을 포함한 모든 분별기 번뇌장이 제1주지인 견일처주지에 속한다. 달리 말하면, 제1주지부터 제4주지까지는 오로지 번뇌장이며 제5주지는 오로지 소지장인데, 제1주지는 번뇌장 중에서 분별기 모두가 해당된다.
결국, 위의 표1과 표2 상으로는 견혹(견소단, 분별기)에 속한 번뇌인 88가지 또는 112가지가 모두 제1주지에 속하는데, 다만 소지장과 무명과 관련된 해석에 있어서 차이가 있을 뿐이다.
견혹은 모두 견도(見道)라는 하나의 자리[一處]에서 한꺼번에 끊어지기 때문에 견일처(見一處)라고 하며, 이러한 뜻에서 제1주지를 견일처주지(見一處住地)라고 한다. 유식유가행파의 번뇌론에 따르면 분별기 번뇌장과 분별기 소지장 모두, 즉 모든 분별기가 견도에서 끊어진다.

### 욕애주지
욕애주지(欲愛住地, 산스크리트어: entrenchment of attachment to objects in the desire realm)는 근본번뇌 가운데 무명을 제외한 욕계의 수혹(修惑)을 말한다.
근본번뇌의 개수만 헤아릴 때, "견일처주지" 문단의 표1과 표2에서 보듯이, 부파불교의 설일체유부의 번뇌론에 따르면 욕계의 수혹은 구체적으로는 탐(貪) · 진(瞋) · 만(慢) · 무명(無明)의 4가지이고, 대승불교의 유식유가행파의 번뇌론에 띠르면 탐(貪) · 진(瞋) · 만(慢) · 무명(無明) · 유신견(有身見) · 변집견(邊執見)의 6가지이다.
이들을 가리킬 때, '견도(見道) · 수도(修道) · 무학도(無學道)의 3도(三道) 가운데 수도의 단계에서 끊어지는 욕계의 번뇌'라는 뜻의 전통적인 표현인 욕계 수소단(欲界修所斷)이라는 어구를 사용하여 '욕계 수소단의 탐 · 진 · 만 · 무명' 또는 '욕계 수소단의 탐 · 진 · 만 · 무명 · 유신견 · 변집견'이라고 표현하며, 이들 각각을 간단히 줄여서 욕계 수소단(欲界修所斷)이라고 표현한다. 그리고 이것을 다시 욕계의 수혹[欲界修惑]이라고도 표현한다. 즉, 욕계 수소단이라고 하거나 욕계의 수혹이라고 할 때는 부파불교의 번뇌론의 문맥에서 말하는 것인지 대승불교의 번뇌론의 문맥에서 말하는 것인지를 구별하여야 한다.
설일체유부에서는 유신견(有身見) · 변집견(邊執見)이 오로지 견혹의 성질이기 때문에 견도에 의해 끊어진다고 보는데 비해, 유식유가행파에서는 유신견 · 변집견이 견혹의 성질과 수혹의 성질을 모두 갖고 있으며 견혹의 성질에 해당하는 부분은 견도에 의해 끊어지지만 수혹의 성질에 해당하는 부분은 수도에서 끊어진다고 본다. 유식유가행파에서 이러한 견해를 가지는 이유는 부파불교에서는 마음이 6식으로 이루어져 있다고 보는데 비해 유식유가행파에서는 마음이 6식외에 말나식와 아뢰야식이 더 있어 총 8식으로 이루어져 있다고 보며, 말나식이 아뢰야식의 인식작용(행상, 즉 견분)을  자내아(自內我) 즉 실아(實我)로 오인하여 항상 아치(我癡) · 아견(我見) · 아만(我慢) · 아애(我愛)의 4번뇌(四煩惱)를 일으킨다고 보기 때문이다. 즉, 말나식이 일으키는 아견(我見, 살가야견)으로 인해 유신견과 변집견은 견도에서 다 끊어지지 않고 수혹에 의해서만 끊어질 수 있는 부분이 존재하게 된다고 본다.
따라서, 설일체유부의 번뇌론에 따르면 욕계의 수혹인 4가지 가운데 무명을 제외한 나머지 탐 · 진 · 만의 3가지가 제2주지인 욕애주지에 속한다. 유식유가행파의 번뇌론에 따르면 탐 · 진 · 만 · 유신견 · 변집견의 5가지가 욕애주지에 속한다.
욕애주지(欲愛住地)에서 욕애(欲愛)는 문자 그대로는 '욕계에 대한 애(愛)'라는 뜻에서 '욕계의 애(愛)'라고도 해석될 수 있고, '욕(欲)에 대한 애(愛)' 즉 '5욕(五欲)에 대한 애(愛)'라는 뜻에서 '욕계의 애(愛)'라고도 해석될 수 있는데, 혜원의 《대승의장》 제5권과 길장의 《승만보굴》 중권에 따르면 후자의 의미이다. 그리고 5욕(五欲)에 대한 애(愛)는 곧 욕계의 탐(貪)을 말한다. 따라서, 무명을 제외한 탐 · 진 · 만 · 유신견 · 변집견 가운데 오직 탐만을 말하는 것이지만, 실제 의미하는 바는 탐을 대표로 하여 무명을 제외한 욕계의 수혹 전체를 가리킨 것이다. 즉, 이들 가운데 탐의 허물[咎] 즉 과실(過失)이 크기 때문에 탐을 대표로 한 것이다.
그리고 탐(貪)의 과실(過失)이 크다는 것은 욕계의 수혹들, 즉 탐 · 진 · 만 · 무명 · 유신견 · 변집견 중에서 탐이 욕계의 과보를 초감(招感)하게 하는 주된 원인이 된다는 것을 말한다. 즉 윤회의 가장 근본적인 원인은 12연기에서 보듯이 무명, 더 나아가 근본무명에 있지만, 3계 중에서도 욕계로 계속 윤회하게 하는 직접적인 주된 원인은 욕계의 탐, 즉 5욕에 있다는 것을 뜻한다. 달리 말하면, 욕계로 윤회하고 있는 상태라면, 실천적인 측면에서 볼 때, 무명을 끊는 것이 주된 과제가 아니라 탐을 끊는 것이 1차적으로 집중해야할 과제라는 것을 의미한다. 이러한 점은 12연기에서 제8지인 애(愛) 즉 탐(貪)이 제9지인 취(取) 즉 4취(四取) 즉 모든 번뇌를 일으킨다는 애연취(愛緣取)의 연기관계와 제9지인 취(取)가 제10지인 유(有), 즉 3유(三有), 즉 3계에서의 윤회하는 삶을 일으킨다는 취연유(取緣有)의 연기관계에서도 잘 나타나 있다.
한편 부파불교의 수행계위인 4향4과와 대비하여 살펴보면, 수행자가 욕계의 번뇌를 모두 극복한 상태 즉 욕계의 수혹을 모두 끊은 상태가 되면, 이 상태가 곧 제3과인 불환과(不還果)을 증득한 상태이다. 달리 말하면, 아라한향(阿羅漢向)에 들어간 상태이다. 여기서, 불환과(不還果)는 '욕계로 돌아오지[還] 않는다[不]' 즉 '욕계로 돌아와서[還] (탐으로 대표되는 욕계의 수혹, 즉 탐 · 진 · 만 · 무명 · 유신견 · 변집견을 끊는 것을) 배워야할 필요가 없어진[不] 상태가 되었다'는 의미이다. 그리고 이 상태는 대승불교의 보살 수행계위인 52위에서는 10지 가운데 제7지가 완료되어 제8지인 부동지의 입심(入心)에 도달한 상태이다. 유식유가행파의 뢰야3위에서는 제1위인 아애집장현행위를 벗어나 제2위인 선악업과위로 들어간 상태이다. 말하자면, 욕계의 수혹을 모두 끊은 상태 또는 극복한 상태는 4향4과와 52위의 계위 전체에서 볼 때 매우 높은 경지이다. 그리고 욕계를 벗어난 지위에 오르기 위해서 실천적으로 중점을 두어야 하는 과제는 무명의 극복이 아니라 탐, 즉 집착, 즉 욕계의 사물에 들러붙어 떠나지 못하는 상태를 극복하는 것이다.
혜원의 《대승의장》 제5권과 길장의 《승만보굴》 중권에 따르면, 욕애주지(欲愛住地)의 문맥에서 볼 때, 5욕(五欲)에 대한 애(愛)는 자신(自身) 즉 '자기의 색신[己色身: 자기의 몸]'에 대한 애(愛)와 상대되는 말인데, 비록 욕계에도 자신(自身)에 대한 탐(貪)이 존재하지만 그것보다는 5욕(五欲) 즉 외적인 사물인 색 · 성 · 향 · 미 · 촉의 5경(五境)에 탐욕이 더 두드러지고 세력이 강하기 때문에 욕애(欲愛)라는 낱말을 써서 제2주지를 욕애주지(欲愛住地)라고 이름한 것이다. 이러한 해석에 따르면, 욕애주지(欲愛住地)는 '5욕[欲愛]이라는 근본번뇌[住地]' 또는 '외적인 것에 대한 탐(貪)이라는 근본번뇌'를 뜻하고, 이것을 대표로 하여 무명을 제외한 욕계의 수혹 전체를 가리키는 명칭이다.

### 색애주지
색애주지(色愛住地, 영어: entrenchment of attachment to things in the form realm)는 근본번뇌 가운데 무명을 제외한 색계의 수혹(修惑)을 말한다. 색계주지(色界住地)라고도 한다.
근본번뇌의 개수만 헤아릴 때, "견일처주지" 문단의 표1과 표2에서 보듯이, 부파불교의 설일체유부의 번뇌론에 따르면 색계의 수혹은 구체적으로는 탐(貪) · 만(慢) · 무명(無明)의 4가지이고, 대승불교의 유식유가행파의 번뇌론에 띠르면 탐(貪) · 만(慢) · 무명(無明) · 유신견(有身見) · 변집견(邊執見)의 5가지이다. 즉, 욕계의 수혹과 비교해보면 색계의 수혹에는 진(瞋)이 빠지는데, 이것은 색계와 무색계는 기본적으로 기쁨이 그 바탕에 깔린 세계로 진(瞋) 즉 증오나 분노 즉 미워하는 마음이나 성내는 마음이 존재하지 않기 때문이다. 이러한 사실은 또한 색계의 초선천(初禪天)을 이생희락지(離生喜樂地)는 즉 욕계를 떠남[離]으로서 생기[生]는 기쁨[喜]과 즐거움[樂]을 느끼는 경지 또는 마음상태라고 부르는 것에서도 잘 나타난다.
부파불교의 설일체유부의 논사 중현(衆賢, Saṃghabhadra: 5세기)의 《현종론》에 따르면, 진(瞋)이 상계(上界) 즉 색계와 무색계에 존재하지 않는 이유는 다음과 같다.
- 첫째, 색계와 무색계에는 진수면사(瞋隨眠事), 즉 진(瞋)이라는 근본번뇌의 경계[事] 즉 소연, 즉 미워하거나 성낼 일이 존재하지 않기 때문이다. 진(瞋)은 전5식이 영납하는 고수(苦受)에서 수증되는 것인데 색계와 무색계에는 고수가 존재하지 않으며, 따라서 진(瞋)도 존재하지 않는다.
- 둘째, 색계와 무색계에서의 상속은 선정에 의해 윤택[潤]한 상태에 있기 때문이다. 즉, 진(瞋)은 풍병(風病: 신경이 탈이나서 생기는 병의 총칭)처럼 메마르고 거친 특성[乾澁相]인데, 색계와 무색계의 유정은 선정에 의해 상속이 윤활(潤滑: 뻑뻑하지 않고 매끄러움)하기 때문에 진(瞋)이 존재하지 않는다.
- 셋째,  색계와 무색계에는 진(瞋)의 이숙이 존재하지 않기 때문이다. 달리 말하면, 색계와 무색계에는 진(瞋)이 이숙인(異熟因)이 되는 경우가 없기 때문이다. 즉 진(瞋)은 반드시, 애락할 수 없는 비애(非愛)의 이숙과를 초래하는 원인이 되는데, 색계와 무색계에는 내적으로든 외적으로든 좋지 않은 것이 없기 때문이다.

혜원의 《대승의장》 제5권과 길장의 《승만보굴》 중권에 따르면, 제3주지인 색애주지(色愛住地)의 상태는, 비록 5욕(五欲)으로 대표되는 욕애(欲愛) 즉 욕계의 수혹은 이미 떠난 상태이지만 모든 탐 즉 집착이 극복된 것은 아니며, 수행자가 색계의 자신의 색신[己色身]에 집착하는 상태이다. 그리고 색계에도 자신의 마음[己心]에 대한 집착이 있지만 자신의 색신[己色身]에 대한 집착의 허물[咎] 즉 과실(過失)이 크기 때문에, 즉, 색계로 계속 윤회하게 하는 직접적인 원인이기 때문에, 색애(色愛) 즉 색신에 대한 집착, 즉 색신에 대한 탐을 대표로 하여, 무명을 제외한 색계의 모든 수혹을 가리킨다.
교의상으로는 위에 설명한 바와 같지만. 실천적인 입장에서 보면 제3지인 색애주지(色愛住地)의 극복은 일단 제2지의 욕애주지(欲愛住地)를 극복한 다음의 과제이다. 즉 실천적인 입장에서 말하자면, 아직 욕계로 윤회하고 있는 상태라면 그 수행자가 완수해야 할 과제는 욕애(欲愛) 즉 탐으로 대표되는 욕계의 수혹, 즉 탐 · 진 · 만 · 무명 · 유신견 · 변집견을 극복하는 것이며, 이들 중에서도 탐, 그리고 탐 중에서도 특히 5욕(五欲)을 극복하는 것이다. 욕애주지(欲愛住地)를 극복한 상태, 즉 불환과, 즉 제8지 보살의 상태에 도달한 것이 아니라면, 색애주지(色愛住地)는 그 수행자에게는 실천적으로는 의미가 없는 사항이다. 그러나 이론적으로는 전체 체계 속에서 잘 정리하여 확실히 이해해 두어야 하는 사항이다.

### 유애주지
유애주지(有愛住地, 영어: entrenchment of attachment to objects in the formless realm, entrenchment of attachment to pure existence itself)는 무색애주지(無色愛住地, 영어: entrenchment of attachment to the formless)라고도 하는데, 근본번뇌 가운데 무명을 제외한 무색계의 수혹(修惑)을 말한다. 무색계주지(無色界住地)라고도 한다.
근본번뇌의 개수만 헤아릴 때, "견일처주지" 문단의 표1과 표2에서 보듯이, 부파불교의 설일체유부의 번뇌론에 따르면 무색계의 수혹은 구체적으로는 색계와 동일하게 탐(貪) · 만(慢) · 무명(無明)의 4가지이고, 대승불교의 유식유가행파의 번뇌론에 띠르면 역시 색계와 동일하게 탐(貪) · 만(慢) · 무명(無明) · 유신견(有身見) · 변집견(邊執見)의 5가지이다. 즉, 욕계의 수혹과 비교해보면 색계과 무색계의 수혹에는 진(瞋)이 빠지는데, 이것은 색계와 무색계는 기본적으로 기쁨이 그 바탕에 깔린 세계로 진(瞋) 즉 증오나 분노 즉 미워하는 마음이나 성내는 마음이 존재하지 않기 때문이다.
혜원의 《대승의장》 제5권과 길장의 《승만보굴》 중권에 따르면, 제4주지인 유애주지(有愛住地)의 상태는, 비록 색애(色愛) 즉 색탐(色貪) 즉 색계의 수혹은 이미 떠난 상태이지만 모든 탐 즉 집착이 극복된 것은 아니며, 수행자가 무색계의 자신의 마음[己心]에 대한 집착이 남아 있는 상태이고, 그리고 이 집착의 허물[咎] 즉 과실(過失)이 크기 때문에, 즉, 무색계로 계속 윤회하게 하는 직접적인 원인이기 때문에, 유애(有愛) 즉 자신의 마음에 대한 집착, 즉 자신의 마음에 대한 탐을 대표로 하여, 무명을 제외한 무색계의 모든 수혹을 가리킨다.
또한, 혜원의 《대승의장》 제5권과 길장의 《승만보굴》 중권에 따르면, 원래 제4주지는 앞의 제2지인 욕애주지(欲愛住地)와 제3지인 색애주지(色愛住地)의 명명법을 따른다면 무색애(無色愛)라는 낱말을 사용하여 무색애주지(無色愛住地)가 되어야 하고, 애(愛)의 대상을 따라 명명한다면 심애(心愛)라는 낱말을 사용하여 심애주지(心愛住地)가 되어야 하는데, 이들 중에서 명칭을 취하지 않고 유애주지(有愛住地)라고 한 것에는 무색계에 대한 그릇된 견해와 집착을 깨뜨리기 위한 것이다. 유애(有愛)는 유(有)에 대한 애(愛)를 말하는 것으로 유(有)는 3유(三有)라고 할 때의 유(有), 즉 윤회하는 삶을 뜻한다. 외도(外道)는 무색계의 4무색정(四無色定)을 유(有)라고 보는 것이 아니라 열반으로 여기는 경우가 많은데 이러한 그릇된 견해와 집착을 깨뜨리기 위하여 유애주지(有愛住地)라는 명칭을 사용한 것이다.

### 무명주지
무명주지(無明住地, 영어: nescience entrenchments, entrenched nescience)는 "대체로 말해", 견혹의 성질의 무명을 제외한 3계의 모든 무명, 즉 수혹(修惑)의 성질의 모든 무명을 말한다.
유식유가행파와 법상종에서는 무명주지는 단지 무명을 말하는 것이 아니며 소지장(所知障) 전체를 말하는 것이라고 해석한다.
천태종에서는 무명주지는 단지 무명을 말하는 것이 아니며, 계외혹(界外惑) 즉 욕계 · 색계 · 무색계의 3계 밖의 번뇌를 통칭하는 것이라고 해석한다.
천태종의 번뇌론에 따르면, 모든 번뇌는 견사혹(見思惑) · 진사혹(塵沙惑) · 무명혹(無明惑)의 3혹(三惑)으로 분류되는데, 이 가운데 첫 번째 견사혹(見思惑)은 3계의 견혹과 수혹을 통칭하며, 3계에 속박된 중생이 가지는 번뇌라고 하여 계내혹(界內惑)이라고 하며, 두 번째와 세 번째의 진사혹(塵沙惑)과 무명혹(無明惑)은 3계를 벗어난 유정, 특히 대승불교의 3승의 교학의 관점에서 2승의 아라한과 벽지불이 가지는 번뇌라고 하여 계외혹(界外惑)이라고 한다. 흔히 계내혹(界內惑)을 3계 안의 번뇌 · 3계 내의 번뇌 또는 3계의 번뇌라고 하며, 계외혹(界外惑)을 3계 밖의 번뇌 또는 3계 외의 번뇌라고 한다. 여기서 주의할 점은, 계외혹 또는 3계 밖의 번뇌라고 할 때 그 번뇌가 실제로 3계 밖에 존재한다는 말이 아니다. 3계를 벗어난 곳은 열반인데 열반에는 번뇌가 있을 수 없으므로 실제로 이들 번뇌가 3계 밖에 존재한다는 말이 아니며, '3계의 유정에게 인지되는 번뇌'의 범위를 벗어난 번뇌라는 의미이다. 그리고, 특히, 부파불교의 교학에 따르면 아라한과 벽지불은 3계를 벗어나 열반에 도달한 존재인데, 이에 대하여 천태종에서는 이들이 도달한 열반은 실제로는 완전한 열반이 아닌데 그 이유는 이들이 끊지 못한 진사혹(塵沙惑)과 무명혹(無明惑)이라고 불리는 번뇌가 아직 있기 때문이라고 주장한다. 그리고 천태종에서는 이러한 뜻을 담아 이 두 번뇌를 통칭하여 계외혹이라고 부른다.  또한, 천태종에서는 3혹 가운데 견사혹 즉 계내혹을 성문 · 연각 · 보살의 3승이 함께 끊는 번뇌라는 뜻에서 통혹(通惑)이라고도 하며, 진사혹과 무명혹 즉 계외혹을 오직 보살만이 끊는 번뇌라는 뜻에서 별혹(別惑) 또는 계외별혹(界外別惑)이라고도 한다.
한편, 2승의 열반이 완전한 열반 즉 완전한 깨달음이 아니라는 주장은 중관학파 · 유식유가행파 · 천태종 · 화엄종 등 대승불교 일반의 주장인데, 이러한 주장은 아무런 경전적 근거가 없는 것이 아니며 《반야경》《법화경》《화엄경》 등의 "대승불교 경전"에 나타나 있는 '고타마 붓다의 직접적 진술' 또는 《승만경》 등의 "대승불교 경전"에 나타나 있는 '다른 이의 설법에 대한 고타마 붓다의 승인'을 근거로 성립된 주장이다. 《승만경》에서 설해지고 있는 5주지번뇌는 이러한 근거들 중 대표적인 것들 가운데 하나이다.

## 종파별 해석

### 유식유가행파
유식유가행파에서는 5주지 가운데 처음의 4주지, 즉 견일처주지 · 욕애주지 · 색애주지 · 유애주지는 모두 번뇌장이고 마지막 제5주지인 무명주지는 모두 소지장이라고 본다. 즉, 제5주지인 무명주지는 이름만 무명주지일 뿐 실제로는 모든 소지장을 뜻한다고 본다. 그리고 제1주지인 견일처주지는 3계의 모든 분별기 번뇌장을 말하고, 제2주지인 욕애주지는 욕계의 모든 구생기 번뇌장을 말하고, 제3주지인 색애주지는 색계의 모든 구생기 번뇌장을 말하고, 제4주지인 유애주지는 무색계의 모든 구생기 번뇌장을 말한다고 본다.
규기는 《대승법원의림장》 제2권에서 다음과 같이 말하고 있다.
 四五障分別。謂五住地。一見一處。二欲愛。三色愛。四無色愛。五無明住地。此各有二。一起即五現行。二住地即五隨眠。見一處是分別煩惱障。次三是俱生煩惱障。後一是一切所知障。隨其所應准前伏斷。

 
제4의 5장분별(五障分別)은  5주지(五住地)를 말한다. 첫 번째는 견일처주지[見一處]이고, 두 번째는 욕애주지[欲愛]이고, 세 번째는 색애주지[色愛]이고, 네 번째는 무색애주지[無色愛]이고, 다섯 번째는 무명주지(無明住地)이다. 이것들 각각에는 2가지 구분이 있다. 첫 번째는 기번뇌[起] 즉 5주지의 현행이고 두 번째는 주지번뇌[住地] 즉 5주지의 수면(隨眠)이다. 견일처주지는 곧 분별기 번뇌장[分別煩惱障]이다. 그 다음의 3가지 주지는 구생기 번뇌장[俱生煩惱障]이다. 마지막 1가지 주지는 모든 소지장[一切所知障]이다. 그 상응하는 바에 따라서 앞에서 논의한 것에 준하여 조복[伏]되고 단멸[斷]된다.
 — 《대승법원의림장》 제2권. 한문본 & 한글본은 편집자의 번역
즉, 위 인용문에 나타난 규기의 진술에 따르면, 유식유가행파에서는 예를 들어 10근본번뇌 가운데 무명의 경우, 무명의 분별기 번뇌장은 견일처주지에, 무명의 욕계에 속한 구생기 번뇌장은 욕애주지에, 무명의 색계에 속한 구생기 번뇌장은 색애주지에, 무명의 무색계에 속한 구생기 번뇌장은 유애주지에, 무명의 분별기 소지장과 구생기 소지장은 모두 무명주지에 속한다고 본다. 그리고 나머지 9가지 근본번뇌들에 대해서도 마찬가지 방식으로 분류한다.
흥미로운 점은, 유식유가행파의 교학에 따르면, 견도에서 끊어지는 견혹은 분별기 번뇌장과 분별기 소지장으로 이루어져 있는데, 5주지의 분류에서는 분별기 번뇌장은 제1주지인 견일처주지에 포함되지만 분별기 소지장은 견일처주지에서 제외되어 제5주지인 무명주지에 소속된다는 점이다. 즉, 번뇌 분류법으로서의 견혹(견소단) · 수혹(수소단)의 분류법과 5주지의 분류법이 완전히 일치하지는 않는다.
《성유식론》 제9권에서는 견혹과 수혹, 즉 견소단과 수소단에 대해 다음과 같이 말하고 있다.
 如是二障分別起者見所斷攝。任運起者修所斷攝。二乘但能斷煩惱障。菩薩俱斷。永斷二種唯聖道。能伏二現行通有漏道。

 
이상과 같은 두 가지 장애[二障]에 있어서 분별에 의해 생겨나는 것은 견소단혹(見所斷惑)에 포섭되고, 자연적으로 일어나는 것은 수소단혹(修所斷惑)에 속한다.

2승(二乘)은 다만 번뇌장만을 단멸할 수 있고, 보살은 모두 단멸시킨다. 두 가지 장애의 종자를 영원히 단멸하는 것은 오직 성도(聖道: 즉 무루도)에서 가능하다. 두 가지의 현행을 조복하는 것은 유루도(有漏道)에도 통한다.
 — 《성유식론》 제9권. 한문본 & 한글본
유식유가행파의 번뇌론에 따르면, 번뇌장과 소지장 각각에는 구생기와 분별기가 있으며, 다시 현행(現行) · 종자(種子) · 습기(習氣)로 구분되는데 이것들이 조복(調伏: 굴복시킴)되고 단멸(斷滅: 끊어짐)되는, 견도 · 수도 · 무학도의 3도와 52위의 보살 수행계위에서의 해당 지위[地]는 다음과 같다.
- 번뇌장(煩惱障)
  - 분별기(分別起)
    - 현행(現行): 지전복(地前伏), 즉 초지(初地)에 오르기 이전에 굴복시킴[調伏]
    - 종자(種子): 견도단(見道斷), 즉 견도(見道) 즉 초지(初地)에서 끊어짐
    - 습기(習氣): 견도단(見道斷), 즉 견도(見道) 즉 초지(初地)에서 끊어짐

  - 구생기(俱生起)
    - 현행(現行): 제7지에서 복진(伏盡)됨 즉 완전히 굴복시킴
    - 종자(種子): 제10지에서 금강삼매로 끊어짐
    - 습기(習氣): 10지 중 각각의 지(地)에서 끊어짐
- 소지장(所知障)
  - 분별기(分別起)
    - 현행(現行): 지전복(地前伏), 즉 초지(初地)에 오르기 이전에 굴복시킴[調伏]
    - 종자(種子): 견도단(見道斷), 즉 견도(見道) 즉 초지(初地)에서 끊어짐
    - 습기(習氣): 견도단(見道斷), 즉 견도(見道) 즉 초지(初地)에서 끊어짐

  - 구생기(俱生起)
    - 현행(現行): 10지 중 각각의 지(地)에서 굴복시킴
    - 종자(種子): 10지 중 각각의 지(地)에서 끊어짐
    - 습기(習氣): 10지 중 각각의 지(地)에서 끊어짐

### 천태종
천태종의 번뇌론에서는 번뇌를 견사혹(見思惑) · 진사혹(塵沙惑) · 무명혹(無明惑)의 3혹(三惑)으로 분류한다. 그리고 이들을 다시 계내혹(界內惑)과 계외혹(界外惑)으로 분류하는데, 견사혹은 계내혹에 속하고 진사혹과 무명혹은 계외혹에 속한다. 계내혹은 3계의 중생의 인지 범위 안에 있는 번뇌를 뜻하고, 계외혹은 3계의 중생의 인지 범위 밖에 있는 번뇌를 뜻한다. 특히, 천태종의 교의에 따르면, 계외혹은 2승의 수행자들 즉 성문과 연각의 인지 범위 밖에 있는 번뇌를 뜻하며 그렇기 때문에 이것을 끊을 수 없으며, 따라서 성문승과 연각승의 길로는 결코 성불에 도달하지 못한다. 이에 비해 대승불교의 수행자인 보살은 계외혹을 인지하며 또한 끊을 수 있으며, 따라서 보살승의 길로는 성불에 도달할 수 있다.
3혹의 각각의 의미와 분류, 그리고 5주지와의 관계는 다음과 같다.
- 계내혹(界內惑): 3승이 모두 인지하고 끊는 번뇌이므로 통혹(通惑)이라고도 한다.
  - 견사혹(見思惑): 3계의 견혹(見惑)과 사혹(思惑: 즉, 수혹)을 통칭한다.
    - 견혹(見惑): 견도에서 끊어지는 번뇌 - 5주지 가운데 제1주지인 견일처주지에 해당한다.
    - 사혹(思惑): 수도에서 끊어지는 번뇌 - 5주지 가운데 제2 · 3 · 4주지인 욕애주지 · 색애주지 · 유애주지에 해당한다.
- 계외혹(界外惑): 보살만이 인지하고 끊는 번뇌이므로 별혹(別惑)이라고도 한다. - 5주지 가운데  제5주지인 무명주지에 해당한다.
  - 진사혹(塵沙惑): 진사(塵沙)는 갠지스강의 모래알 수만큼 많다는 뜻으로, 보살이 무수히 많은 차별 현상을 알지 못하여 중생을 구제하는 데 장애가 되는 것을 번뇌로 설정한 것이다.
  - 무명혹(無明惑): 일체법에 대하여 명료하지 못한 것을 말하며, 중도(中道) 제1의제(第一義諦)에 대해 미혹한 상태의 번뇌이다.

## 관련 일화
5주지번뇌 즉 5주지와 관련된 일화로는, 《천태사교의》의 저자인 고려의 승려 제관(諦觀: ?~970?)이 관련된 일화가 있다. 이에 대한 내용은 《천태사교의》의 서문에 속하는 〈사교의연기(四教儀緣起)〉편에 나오는데, 운허는 《불교사전》에서 다음과 같이 그 일화를 전하고 있다. 한편, 이 일화에 나오는 동제사주(同除四住)에 대해 제관은 《천태사교의》에서 4주(四住)란 5주지(五住地) 가운데  처음의 4가지 주지(住地) 즉 4주지(四住地)를 말하며, 3승이 모두 공통되이 4주지의 번뇌를 끊는다는 뜻이라고 설명하고 있다.
諦觀(제관): 고려 스님. 중국의 오월왕(吳越王) 숙(俶)이 『영가집(永嘉集)』을 읽다가 동제사주(同除四住)라는 말을 알 수 없어서, 천태종 의적(義寂)에게 물으니, 의적이 “이것은 『법화현의(法華玄義)』에 있는 말인데, 천태 삼대부(三大部)가 회창(會昌)과 오대(五代)의 난리 때에 외국으로 흩어지고, 중국에서는 지금 찾아볼 수 없습니다” 하였다. 왕이 사신과 50종의 보물을 고려에 보내어 천태교의 서적을 구하매 960년(광종 11) 광종이 제관으로 하여금 천태교의 논소 등을 가지고 송나라에 가서 의적을 만나게 함, 10년 동안 그 문하에 있다가 죽음. 전하는 바에는 이 스님이 『천태사교의(天台四敎儀)』 1권을 지었으나, 생전에 발표하지 않고 죽은 뒤에 상자에서 광명이 나므로 열어보니, 이 책이 나왔다 함. 『천태사교의』는 훌륭한 저서로서 각지에 많이 유포되었으며 일본에도 전해져 지금도 천태교를 연구하는데 중요한 참고서가 되어 있음.— 운허, 《불교사전》, "諦觀(제관)"

## 같이 보기
| - 육육법(六六法) - 6내입처(六內入處) - 6외입처(六外入處) - 6식신(六識身) - 6촉신(六觸身) - 6수신(六受身) - 6애신(六愛身) - 육육법(六六法) - 6식신(六識身) - 6촉신(六觸身) - 6수신(六受身) - 6상신(六想身) - 6사신(六思身) - 6애신(六愛身) - 3사화합(三事和合) - 촉(觸) - 6촉(六觸) 또는 6촉신(六觸身) - 유대촉(有對觸) - 증어촉(增語觸) - 명촉(明觸) - 무명촉(無明觸) - 비명비무명촉(非明非無明觸) - 수(受) 또는 수온(受蘊) - 3수(三受) - 5수(五受) - 6수(六受) 또는 6수신(六受身) - 상(想) 또는 상온(想蘊) - 3상(三想) - 6상(六想) 또는 6상신(六想身) - 사(思) 또는 행온(行蘊) - 6사(六思) 또는 6사신(六思身) - 애(愛) 또는 탐(貪) - 3계탐(三界貪) - 욕탐(欲貪) · 유탐(有貪) - 욕탐(欲貪) · 색탐(色貪) · 무색탐(無色貪) - 6애(六愛) 또는 6애신(六愛身) - 5주지번뇌(五住地煩惱) - 견일처주지(見一處住地) - 욕애주지(欲愛住地) - 색애주지(色愛住地) - 유애주지(有愛住地) - 무명주지(無明住地) - 전식득지(轉識得智) - 대원경지(大圓鏡智) - 평등성지(平等性智) - 묘관찰지(妙觀察智) - 성소작지(成所作智) | - 3도: 견도 · 수도 · 무학도 - 견도: 16심 · 고법지인 - 무학도: 34심 - 성문 수행계위: 4향4과 - 보살 수행계위: 52위 - 현관: 4제현관 · 6현관 - 유루 · 무루 - 번뇌 · 잡염 - 근본번뇌 · 수면 - 3근본번뇌 · 6수면 · 7수면 · 10수면 - 설일체유부의 98근본번뇌 - 견혹: 설일체유부의 88근본번뇌 - 수혹: 설일체유부의 10근본번뇌 - 대승불교 일반의 5주지번뇌와 번뇌장 · 소지장 - 유식유가행파의 번뇌장 · 소지장 - 유식유가행파의 128근본번뇌 - 견혹: 유식유가행파의 112근본번뇌 - 수혹: 유식유가행파의 16근본번뇌 - 수번뇌 - 8전 · 10전 · 6번뇌구 - 유부무기와 불선 - 유부무기 - 욕계의 번뇌의 일부 · 색계의 번뇌 · 무색계의 번뇌 - 4근본번뇌 (말나식의 4번뇌: 아치 · 아견 · 아만 · 아애) - 불선 · 악 - 욕계의 번뇌의 대다수 - 불선근 - 5악 · 10악 - 108번뇌 - 9결 - 5개 |

## 참고 문헌
- 곽철환 (2003). 《시공 불교사전》. 시공사 / 네이버 지식백과. |title=에 외부 링크가 있음 (도움말)
- 구나발타라 한역, 번역자 미상 (K.54, T.353). 《승만경》. 한글대장경 검색시스템 - 전자불전연구소 / 동국역경원. K.54(6-1361), T.353(12-217). |title=에 외부 링크가 있음 (도움말)
- 세친 지음, 현장 한역, 권오민 번역 (K.955, T.1558). 《아비달마구사론》. 한글대장경 검색시스템 - 전자불전연구소 / 동국역경원. K.955(27-453), T.1558(29-1). |title=에 외부 링크가 있음 (도움말)
- 운허.  동국역경원 편집, 편집. 《불교 사전》. |title=에 외부 링크가 있음 (도움말)
- 중현 지음, 현장 한역, 권오민 번역 (K.957, T.1563). 《아비달마장현종론》. 한글대장경 검색시스템 - 전자불전연구소 / 동국역경원. K.957(28-1), T.1563(29-777). |title=에 외부 링크가 있음 (도움말)
- 호법 등 지음, 현장 한역, 김묘주 번역 (K.614, T.1585). 《성유식론》. 한글대장경 검색시스템 - 전자불전연구소 / 동국역경원. K.614(17-510), T.1585(31-1). |title=에 외부 링크가 있음 (도움말)
- (영어) DDB. 《Digital Dictionary of Buddhism (電子佛教辭典)》. Edited by A. Charles Muller. |title=에 외부 링크가 있음 (도움말)
- (중국어) 구나발타라 한역 (T.353). 《승만경(勝鬘經)》. 대정신수대장경. T12, No. 353, CBETA. |title=에 외부 링크가 있음 (도움말)
- (중국어) 규기 찬 (T.1830). 《성유식론술기(成唯識論述記)》. 대정신수대장경. T43, No. 1830, CBETA. |title=에 외부 링크가 있음 (도움말)
- (중국어) 규기 찬 (T.1861). 《대승법원의림장(大乘法苑義林章)》. 대정신수대장경. T45, No. 1861, CBETA. |title=에 외부 링크가 있음 (도움말)
- (중국어) 길장 찬 (T.1744). 《승만보굴(勝鬘寶窟)》. 대정신수대장경. T37, No. 1744, CBETA. |title=에 외부 링크가 있음 (도움말)
- (중국어) 佛門網. 《佛學辭典(불학사전)》. |title=에 외부 링크가 있음 (도움말)
- (중국어) 星雲. 《佛光大辭典(불광대사전)》 3판. |title=에 외부 링크가 있음 (도움말)
- (중국어) 세친 조, 현장 한역 (T.1558). 《아비달마구사론(阿毘達磨俱舍論)》. 대정신수대장경. T29, No. 1558, CBETA. |title=에 외부 링크가 있음 (도움말)
- (중국어) 제관 록 (T.1931). 《천태사교의(天台四教儀)》. 대정신수대장경. T46, No. 1931, CBETA. |title=에 외부 링크가 있음 (도움말)
- (중국어) 중현 조, 현장 한역 (T.1563). 《아비달마장현종론(阿毘達磨藏顯宗論)》. 대정신수대장경. T29, No. 1563, CBETA. |title=에 외부 링크가 있음 (도움말)
- (중국어) 혜원 찬 (T.1851). 《대승의장(大乘義章)》. 대정신수대장경. T44, No. 1851, CBETA. |title=에 외부 링크가 있음 (도움말)
- (중국어) 호법 등 지음, 현장 한역 (T.1585). 《성유식론(成唯識論)》. 대정신수대장경. T31, No. 1585, CBETA. |title=에 외부 링크가 있음 (도움말)